# Fangchengbao Bao 3
Fangchengbao Bao 3 – elektryczny samochód osobowy typu SUV klasy średniej produkowany pod chińską marką Fangchengbao od 2024 roku.

## Historia i opis modelu

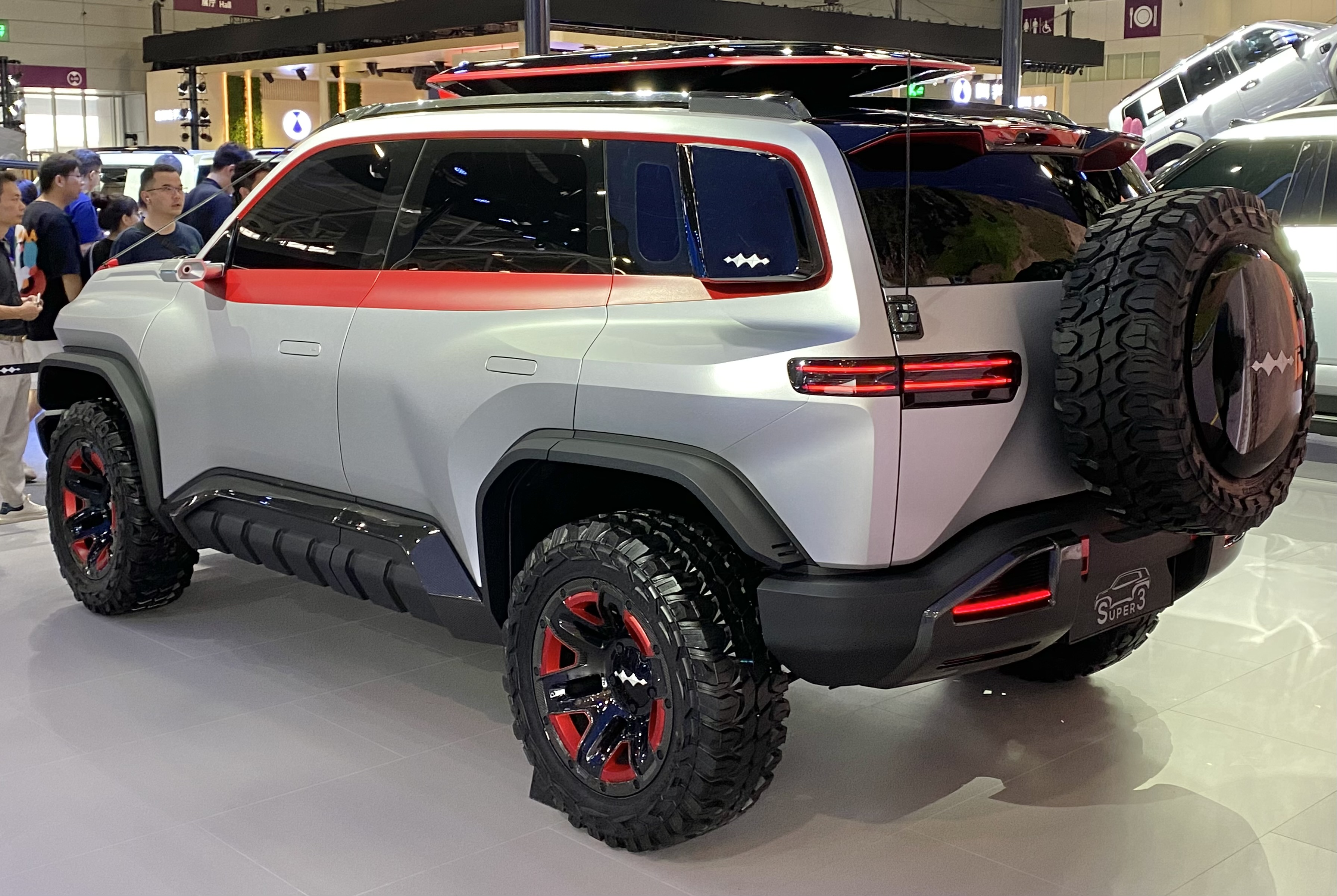
Fangchengbao Bao 3 – tył

W kwietniu 2024 Fangchengbao, marka chińskiego koncernu BYD Auto, przedstawiła prototyp Fangchengbao Super 3 zapowiadający trzeci i zarazem najmniejszy model w gamie hybrydowych SUV-ów. Produkcyjny model pod nazwą Bao 3 zaprezentowano dwa miesiące później, w obszernym zakresie oddając cechy wizualne prototypu.
Fangchengbao Bao 3 otrzymał foremną i masywną sylwetkę, z wysoko poprowadzoną linią maski, charakterystycznie rozbudowanymi reflektorami, wyraźnie zarysowanymi nadkolami i umieszczoną na klapie bagażnika osłoną koła zapasowego. Producent przewidział dwa pakiety stylistyczne odróżniające wygląd przedniego oraz tylnego zderzaka. Na dachu umieszczono opcjonalny bagażnik dachowy.

### Sprzedaż
Fangchengbao Bao 3 powstał z myślą o wewnętrznym rynku chińskim, poszerzając portfolio nowo powstałej marki koncernu BYD Auto jako najtańszy, trzeci model w gamie. Początek sprzedaży w momencie premiery określono na trzeci kwartał 2023 roku.

### Dane techniczne
W przeciwieństwie do innych modeli Fangchengbao, Bao 3 otrzymało nie hybrydowy, lecz w pełni elektryczny napęd. Utworzyły go dwa silniki o mocy kolejno 147 i 268 KM, łącznie rozwijając 417 KM. Dzięki takim parametrom średniej wielkości SUV może rozpędzić się od 0 do 100 km/h w 4,9 sekundy, rozwijając maksymalnie 201 km/h.